# Magenta Air
Magenta Air, era una aerolínea del Perú que tuvo su base en el Aeropuerto Internacional Jorge Chávez de Lima.

## Flota histórica
| Aeronaves                  | Total | Introducido | Retirado | Matrículas |
| -------------------------- | ----- | ----------- | -------- | ---------- |
| Boeing 737-200             | 1     | 2004        | 2005     | HR-ATM     |
| De Havilland Canadá Dash 8 | 1     | 2002        | 2005     | OB-1768    |

## Antiguos destinos
Magenta Air volaba a los siguientes destinos desde el Aeropuerto Internacional Jorge Chávez:
| Ciudades                                                                   | LIM |
| -------------------------------------------------------------------------- | --- |
| Arequipa / (Aeropuerto Internacional Rodríguez Ballón)                     | •   |
| Cajamarca / (Aeropuerto Mayor General FAP Armando Revoredo Iglesias)       | •   |
| Iquitos / (Aeropuerto Internacional Coronel FAP Francisco Secada Vignetta) | •   |
| Tarapoto / (Aeropuerto Cadete FAP Guillermo del Castillo Paredes)          | •   |
| Juanjuí / (Aeropuerto de Juanjuí)                                          | •   |
| Huánuco / (Aeropuerto Alf. FAP David Figueroa Fernandini)                  | •   |
| Pucallpa / (Aeropuerto Internacional Capitán FAP David Abensur Rengifo)    | •   |
| Total: 8 destinos                                                          |     |